# Социална структура
Социална структура е термин, използван в социологията и социалните науки, за да означи характерно изградени социални формирания, които съставят обществото като цяло и които определят в някаква степен действията на индивидите, социализирани в тази структура.
Значението на термина социална структура се различава в различните полета на социологията. В макросоциологията – това е система на социоикономическа стратификация (напр. класова структура), социални институции или определени отношения между големи социални групи. В мезосоциологията – това е структура на социална мрежа, която създава връзки между индивиди или организации. В макросоциологията това може да бъде и начинът, по който нормите определят поведението на актьорите в социалната система.